# Villers-Écalles
Villers-Écalles – miejscowość i gmina we Francji, w regionie Normandia, w departamencie Sekwana Nadmorska.
Według danych na rok 1990 gminę zamieszkiwało 1777 osób, a gęstość zaludnienia wynosiła 240 osób/km² (wśród 1421 gmin Górnej Normandii Villers-Écalles plasuje się na 126. miejscu pod względem liczby ludności, natomiast pod względem powierzchni na miejscu 507.).